# Saint-Girons-en-Béarn
Saint-Girons-en-Béarn là một xã của tỉnh Pyrénées-Atlantiques, thuộc vùng Aquitaine, tây nam nước Pháp.
The commune was formerly called Saint-Girons, and was officially renamed Saint-Girons-en-Béarn on ngày 7 tháng 7 năm 2006.